# Trypetisoma ilukae
Trypetisoma ilukae är en tvåvingeart som beskrevs av Kim 1994. Trypetisoma ilukae ingår i släktet Trypetisoma och familjen lövflugor. Inga underarter finns listade i Catalogue of Life.